# Главно мюфтийство на мюсюлманското изповедание в България
Мюсюлманско изповедание - Главното мюфтийство в Република България е официалната институция, представляваща второто по численост вероизповедание в България – исляма. Ръководи се от Главен мюфтия – духовен водач на мюсюлманите в България и с обща компетентност в изповеданието, който се избира от Националната мюсюлманска конференция за мандат от пет години. Той представлява Мюсюлманското Изповедание пред всички трети лица, органи и институции в страната и чужбина, като негов законен представител. Също така взаимодейства с централните органи на изпълнителната власт, органите на съдебната власт и с други държавни институции и обществени организации. Администрацията на Главното мюфтийство подпомага дейността както на Главния мюфтия, така и на Висшия мюсюлмански съвет. Седалището на Главното мюфтийство се намира в София.

## Структура
Освен Главното мюфтийство, съществуват и районни мюфтийства в 20 града. След районните мюфтийства в йерархията се нареждат мюсюлманските настоятелства, като в дадено населено място може да има мюсюлманско настоятелство без да е задължително в същото населено място да съществува джамия или месджид (молитвен дом). В България има около 1450 мюсюлмански настоятелства.
| Районно мюфтийство | Районен мюфтия         | Брой мюсюлмански настоятелства | Брой джамии и месджиди | Брой имами |
| ------------------ | ---------------------- | ------------------------------ | ---------------------- | ---------- |
| Благоевград        | Осман Османов Кутрев   | 58                             | 63                     | 62         |
| Бургас             | Селятин Ахмед Мухарем  | 82                             | 99                     | 72         |
| Варна              | Исмаил Ведатов Ахмедов | 30                             | 39                     |            |
| Велико Търново     | Нутфи Алидинов Нутфиев | 47                             | 43                     |            |
| Добрич             | Акиф Акифов            | 50                             | 65                     |            |
| Кърджали           | Басри Еминефенди       | 221                            | 43                     |            |
| Монтана            | Неджати Али            | 20                             | 12                     |            |
| Пазарджик          | Салих Халил            | 44                             | 48                     | 32         |
| Плевен             | Мурад Бошнак           | 63                             | 26                     |            |
| Пловдив            | Танер Вели             | 29                             | 43                     |            |
| Разград            | Мехмед Сали Аля        | 87                             | 105                    |            |
| Русе               | Юджел Хайредин         | 35                             | 45                     | 32         |
| Силистра           | Мюддесир Тахсин Мехмед | 43                             | 63                     |            |
| Сливен             | Турхан Хасан           | 19                             | 22                     |            |
| Смолян             | Неджми Джамилов Дъбов  | 122                            | 188                    |            |
| Стара Загора       | Сейхан Басри Мехмед    | 22                             | 23                     |            |
| София              | Бейхан Юсеин Мехмед    | 8                              | 8                      |            |
| Търговище          | Назиф Расимов          | 60                             | 106                    |            |
| Хасково            | Ерхан Реджеб           | 63                             | 47                     | 33         |
| Шумен              | Месут Мехмедов Хасанов | 103                            | 135                    |            |

## Издателска дейност
Отдела „Издателство“ организира дейността, свързана с печатните издания на Мюсюлманското изповедание. Организира написването, превода и отпечатването на проектираните издания. Осъществява връзки с печатници, издателски къщи и базари на книгата. Координира дейността на отдел „Издателство“ в районните мюфтийства. Отговаря на въпроси, касаещи дейността на отдела. Изгражда разпространителска мрежа. Организира периодични срещи с Комисията по издателска дейност. Изготвя програми за разпространяването и продажбата на издадената религиозна литература. Организира посещения в районните мюфтийства и религиозните училища.
Печатен орган на Главното мюфтийство е списание „Мюсюлмани“, месечно издание, което излиза на турски и български език. Списанието замества издавания преди това от мюфтийството вестник „Мюсюлмани“. Съдържа статии и интервюта, свързани с живота на мюсюлманската общност в България и по света. Заедно с него се разпространява и 20-странично приложение за деца „Хилял“ (Месечина).

### Книги
Мюфтийството издава и книги. Някои от тях:
- Превод на Свещения Коран. второ преработено и допълнено издание.   София, Главно мюфтийство на мюсюлманите в Република България, 2006, [1997]. ISBN 954-957-101-7.
- Науауи. Градините на праведниците Том 1.   София, Главно мюфтийство на мюсюлманите в Република България, [2008]. ISBN 978-954-988-013-7.
- Бюкай, Морис. Библията, Коранът и науката.   София, Главно мюфтийство на мюсюлманите в Република България, [2004]. ISBN 954-988-011-7. Архив на оригинала от 2011-10-27 в Wayback Machine.
- Хайраддин, Али Хюсеин. Аз съм един малък мюсюлманин.   София, Главно мюфтийство на мюсюлманите в Република България, [2000]. ISBN 954-988-002-8.
- Наръчник за намаз.   Пловдив, Главно мюфтийство на мюсюлманите в Република България, [2003]. ISBN 954-317-004-5.
- Шукри, Ахмед Халид. Да опознаем религията си. Част 1.   София, Главно мюфтийство на мюсюлманите в Република България, [2000]. ISBN 954-988-005-2.
- Шукри, Ахмед Халид. Да опознаем религията си. Част 2.   София, Главно мюфтийство на мюсюлманите в Република България, [2000]. ISBN 954-988-006-0.
- Шукри, Ахмед Халид. Да опознаем религията си. Част 3.   София, Главно мюфтийство на мюсюлманите в Република България, [2000]. ISBN 954-988-017-6.
- Шукри, Ахмед Халид. Да опознаем религията си. Част 4.   София, Главно мюфтийство на мюсюлманите в Република България, [2000]. ISBN 954-988-018-4.
- Ибн Абдуллах Ибн Баз, Абдулазиз. Доводи за отсъждане при търсене на помощ от друг, освен от Аллах, и за вярването на предсказващите гадатели.   София, Главно мюфтийство на мюсюлманите в Република България, [1998].
- Абу Билял, Фатхи и др. Какво означава принадлежността ми към исляма.   София, Главно мюфтийство на мюсюлманите в Република България, [1999].
- Ат-Тамими, Мухаммад ибн Сулейман. Основи на Исляма.   София, Главно мюфтийство на мюсюлманите в Република България, [1998]. Архив на оригинала от 2012-01-28 в Wayback Machine.
- Избрани хадиси.   София, Главно мюфтийство на мюсюлманите в Република България, [1999]. Архив на оригинала от 2012-01-28 в Wayback Machine.
- Йълмъз, Хаяти. Хазрети Мухаммед и ислямското общество.   София, Главно мюфтийство на мюсюлманите в Република България, [2008]. ISBN 978-954-9880-16-8.
- Алфахим, Абдул Рахим. Букет от хадиси.   Главно мюфтийство на мюсюлманите в Република България, 2006, [1998].
- Ислямоглу, Мустафа. Мъдростта на поклонението хадж.   София, Главно мюфтийство на мюсюлманите в Република България, [2008]. ISBN 978-954-9880-14-4.
- Джалев, Иззет (преводач). Основи на ислямската вяра (Тевхид).   София, Главно мюфтийство на мюсюлманите в Република България, [2008]. ISBN 978-954-9880-15-1.
- Хаджи, Мустафа. Религия ислям.   София, Главно мюфтийство на мюсюлманите в Република България, [2003].
- Токпънар, Джемил. Как да станем за сутрешния намаз.   София, Главно мюфтийство на мюсюлманите в Република България, [2008]. ISBN 978-954-9880-18-2.
- Салих ел-Мунеджджид, Мухаммед. Свещения месец Рамазан и говеенето оруч.   София, Главно мюфтийство на мюсюлманите в Република България, [2008]. ISBN 978-954-9880-17-5.
- Кандемир, Яшар. Хз. Мухамед (с.а.в.).   София, Главно мюфтийство на мюсюлманите в Република България, [2007].
- Хамидуллах, М. Защо се говее в исляма?.   София, Главно мюфтийство на мюсюлманите в Република България, [1999].
- Мухаммад Ал Абдулатиф, Абдулазиз. Програми по единобожие за начинаещи и малко напреднали.   София, Главно мюфтийство на мюсюлманите в Република България, [1999].
- Джемал Хатип, Покаянието Тевбе[неработеща препратка]. София 2014, Главно мюфтийство на мюсюлманите в Република България.
- Джемал Хатип, Хомосексуализмът от гледна точка на исляма[неработеща препратка]. София, Главномюфтийство на мюсюлманите в България, ISBN 978-954-9880-31-1
- Джемал Хатип, Нашите архитектурни паметници. Част. 1. София : Глав. мюфтийство на мюсюлманите в Републ. България [2022]. ISBN - 978-619-7406-64-1